# تأويل
التأويل من المصطلحات المختلف عليها في علوم الدين والقرآن عند المسلمين فمنهم من قال: يطلق في القرآن والسنة ويراد به التفسير، كما يراد به الحقيقة التي يؤول إليها الأمر أو الخبر. تأويل الكلام هو الرجوع به إلى مراد المتكلم، وهو على قسمين: الأول: بيان مراد المتكلم، وهذا هو التفسير. الثاني: الموجود الذي يؤول إليه الكلام، أي ظهور المتكلم به إلى الواقع المحسوس.
وهناك من قال بأن التفسير غير التأويل مثل قول (الثعلبي): التفسير بيان وضع اللفظ إما حقيقة أو مجازاً، والتأويل تفسير باطن اللفظ.

## مصطلح التأويل
التأويل في اللغة هو الإرجاع. و"أوّلَ الشئ" أي أرجعه، وآل إليه الشيء أي رجع إليه وهو صرف اللفظ عن معناه الظاهر إلى معنى آخر يحتمله لدليل.
. إذن فكلمة (آلَ) (تَأْوِيْلاً) والمصدر (أَوَّلَ) والجمع (تَأْوِيْلَاْتٌ أو تَآوِيْلٌ) تعني رجع وصار و(آل) عنه تعني ارتد. و(آل) على القوم تعني ولي عليهم فهم رعاياه ويرجعون اليه وهو مسئول عنهم. و(أوّل) الشيء إليه أرجعه، و(أوّل) الكلام يعني فسره... فكأن التأويل هو إرجاع للكلمة المرادة إلى أصل أبعد من المعنى الحرفي لها. أي أن التأويل إرجاع أبعد من إرجاع المفردة العادية، أو، قل، هو إرجاع ثنائي، أولا يتم إرجاع الكلمة إلى الذهن لمعرفة معناها، ثم يتم إرجاع المعنى إلى ما وراء المعنى المصطلح عليه للتوصل إلى (معنى المعنى).
ولعله لا توجد كلمة في العربية أثارت جدلاً بين الباحثين مثل كلمة تأويل. فهي الكلمة التي امتازت بفتح الأفق واكتشاف المثير والجديد، كما أنها هي نفسها التي أظهرت الطوائف الإسلامية باختلافها الموضوعي وغير الموضوعي الذي وصل حد الاقتتال، كما هي بذاتها التي أخرجت المدارس النقدية والفكرية والفنية المتميزة ودارت حولها أفكارها ومفاهيمها، وهي هي التي تثير جدلا واسعا الآن بين مفكري العصر الحديث، وهي هي التي عن طريقها يبلغ الأديب والفقيه ذروة غاياته.
ولمعرفة التأويل أكثر لا بد من التطرق لعدد من المصطلحات اللغوية التي تتبع لكلمة تأويل مثل (الدلالة) و(التفسير) و(اللغة).

## التأويل عندأهل السنة

### التأويل عند الإمامالطبري
للتأويل عند الإمام الطبري اهتمام بالغ، حيث أطلق لفظ التأويل في بداية تفسير كل آية، فيقول: «القول في تأويل قوله تعالى» ثم يأخذ في التفسير. وقد جاء في مقدمته أن تأويل جميع القرآن على ثلاثة أوجه.
| تأويل | قد قلنا فيما مضى من كتابنا هذا في وجوه تأويل القرآن، وأن تأويل جميع القرآن على أوجه ثلاثة: أحدها لا سبيل إلى الوصول إليه، وهو الذي استأثر الله بعلمه، وحجب علمه عن جميع خلقه، وهو أوقات ما كان من آجال الأمور الحادثة، التي أخبر الله في كتابه أنها كائنة، مثل: وقت قيام الساعة، ووقت نزول عيسى ابن مريم، ووقت طلوع الشمس من مغربها، والنفخ في الصور، وما أشبه ذلك. والوجه الثاني: ما خص الله بعلم تأويله نبيه صلى الله عليه وسلم دون سائر أمته، وهو ما فيه مما بعباده إلى علم تأويله الحاجة، فلا سبيل لهم إلى علم ذلك إلا ببيان الرسول صلى الله عليه وسلم لهم تأويله. والثالث منها: ما كان علمه عند أهل اللسان الذي نزل به القرآن، وذلك علم تأويل عربيته وإعرابه، لا يوصل إلى علم ذلك إلا من قبلهم. فإذ كان ذلك كذلك، فأحق المفسرين بإصابة الحق - في تأويل القرآن الذي إلى علم تأويله للعباد السبيل - أوضحهم حجة فيما تأول وفسر، مما كان تأويله إلى رسول الله صلى الله عليه وسلم دون سائر أمته من أخبار رسول الله صلى الله عليه وسلم الثابتة عنه: إما من جهة النقل المستفيض، فيما وجد فيه من ذلك عنه النقل المستفيض، وإما من جهة نقل العدول الأثبات، فيما لم يكن فيه عنه النقل المستفيض، أو من جهة الدلالة المنصوبة على صحته; وأصحهم برهانا - فيما ترجم وبين من ذلك - مما كان مدركا علمه من جهة اللسان: إما بالشواهد من أشعارهم السائرة، وإما من منطقهم ولغاتهم المستفيضة المعروفة، كائنا من كان ذلك المتأول والمفسر، بعد أن لا يكون خارجا تأويله وتفسيره ما تأول وفسر من ذلك، عن أقوال السلف من الصحابة والأئمة، والخلف من التابعين وعلماء الأمة. | تأويل |

وتفسير الطبري من أكبر كتب التفسير، يقع في ثلاثين جزءاً، وهو مطبوع عدة طبعات. وهو تفسير شامل فسّر فيه الطبري القرآن الكريم آية آية، وكلمة كلمة. وهو يقسِّم السورة إلى مجموعات، تضم كل مجموعة آية أو أكثر، ويبدأ تفسير كل مجموعة بقوله: (القول في تأويل قوله تعالى...)، ثم يُبَيِّن المعنى في إيجاز بأسلوبه وعبارته، ثم يقول: (وبمثل الذي قلنا في تأويل الآية قال جماعة من أهل التأويل)، ويعقب ذلك مباشرة بقوله: (ذِكْر مَنْ قال ذلك) فيذكر الروايات المنقولة في الآية أو الكلمة التي يفسرها عن النبي ﷺ أو مفسري الصحابة والتابعين وتابعيهم. وإذا كان هناك اختلاف في تفسير شيء من القرآن بين أهل التفسير فإنه يقول: (وقد اختلف أهل التأويل في تأويل قوله... فقال بعضهم... وقال آخرون).

## تأويل سور القرآن
قال تعالى: {هُوَ الَّذِيَ أَنزَلَ عَلَيْكَ الْكِتَابَ مِنْهُ آيَاتٌ مُّحْكَمَاتٌ هُنَّ أُمُّ الْكِتَابِ وَأُخَرُ مُتَشَابِهَاتٌ فَأَمَّا الَّذِينَ في قُلُوبِهِمْ زَيْغٌ فَيَتَّبِعُونَ مَا تَشَابَهَ مِنْهُ ابْتِغَاء الْفِتْنَةِ وَابْتِغَاء تَأْوِيلِهِ وَمَا يَعْلَمُ تَأْوِيلَهُ إِلاَّ اللّهُ وَالرَّاسِخُونَ فِي الْعِلْمِ يَقُولُونَ آمَنَّا بِهِ كُلٌّ مِّنْ عِندِ رَبِّنَا وَمَا يَذَّكَّرُ إِلاَّ أُوْلُواْ الألْبَاب}، ويرى العلماء أن المقصود بالتأويل:
- الأول: بمعنى التفسير، فهو الكلام الذي يفسر به اللفظ حتى يفهم معناه، وهذا هو الغالب على اصطلاح المفسرين للقرآن كـ ابن جرير الطبري وأمثاله من المفسرين.
- الثاني: هو الحقيقة التي يؤول إليها الكلام، فتأويل ما أخبر الله به عن ذاته وصفاته هو حقيقة ذاته المقدسة وما لها من حقائق الصفات، وتأويل ما أخبر الله به عن اليوم الآخر هو نفس ما يكون في اليوم الآخر.

1. فالذين يقولون بالوقف على قوله تعالى: {فَأَمَّا الَّذِينَ في قُلُوبِهِمْ زَيْغٌ فَيَتَّبِعُونَ مَا تَشَابَهَ مِنْهُ ابْتِغَاء الْفِتْنَةِ وَابْتِغَاء تَأْوِيلِهِ وَمَا يَعْلَمُ تَأْوِيلَهُ إِلاَّ اللّهُ}[10]، ويجعلون {وَالرَّاسِخُونَ فِي الْعِلْمِ}[10]، استئنافًا إنما عنوا بذلك التأويل بالمعنى الثاني، أي الحقيقة التي يؤول إليها الكلام، فحقيقة ذات الله وكنهها، وكيفية أسمائه وصفاته، وحقيقة الميعاد لا يعلمها إلا الله.
2. والذين يقولون بالوقف على قوله: {وَمَا يَعْلَمُ تَأْوِيلَهُ إِلاَّ اللّهُ وَالرَّاسِخُونَ فِي الْعِلْمِ}[10]، على أن الواو للعطف، وليست للاستئناف، إنما عنوا بذلك التأويل بالمعنى الأول وهو التفسير، فإذا ذكر عن مجاهد أنه يعلم تأويل المتشابه فالمراد به أنه يعرف تفسيره، وبهذا يتضح أنه لا منافاة بين القولين في النهاية، وإنما الأمر يرجع إلى الاختلاف في معنى التأويل.[11][12]

## التأويل المذموم
هو صرف اللفظ عن الاحتمال الراجح إلى الاحتمال المرجوح لدليل يقترن به، وهو الذي عناه أكثر المتأخرين في تأويل نصوص الصفات، وإنما لجأوا إليه مبالغة منهم في تنزيه الله تعالى عن مماثلة المخلوقين في زعمهم؛ وهذا زعم باطل أوقعهم في مثل ما هربوا منه أو أشد، فهم حين يؤولون اليد بالقدرة مثلًا إنما قصدوا الفرار من أن يثبتوا للخالق يدًا، لأن للمخلوقين يدًا فاشتبه عليهم لفظ اليد فأولوها بالقدرة، وذلك تناقض منهم، لأنهم يلزمهم في المعنى الذي أثبتوه نظير ما زعموا أنه يلزم في المعنى الذي نفوه، لأن العباد لهم قدرة أيضًا.
فإن كان ما أثبتوه من القدرة حقًا ممكنًا كان إثبات اليد لله حقًا ممكنًا أيضًا، وإن كان إثبات اليد باطلًا ممتنعًا لما يلزمه من التشبيه في زعمهم كان إثبات القدرة باطلًا ممتنعًا كذلك، فلا يجوز أن يقال إن هذا اللفظ مُؤوَّل بمعنى أنه مصروف عن الاحتمال الراجح إلى الاحتمال المرجوح، وما جاء عن أئمة السلف وغيرهم من ذم للمتأولين إنما هو لمثل هؤلاء الذين تأوَّلوا ما يشتبه عليهم معناه على غير تأويله وإن كان لا يشتبه على غيرهم.

## وصلات خارجية
- موقف أهل السنة من قضية التأويل - وزارة الأوقاف والشؤون الإسلامية بالمغرب
- وسطية الإمام أبي الحسن الأشعري بين مجسمة الحنابلة والمعتزلة - مركز أبي الحسن الأشعري للدراسات والبحوث العقدية